# Fjell-Lappland

Lage der Verwaltungsgemeinschaft Fjell-Lappland

Fjell-Lappland (finnisch Tunturi-Lappi, nordsamisch Duottar-Lappi) ist der Name einer von sechs Verwaltungsgemeinschaften (seutukunta) in der finnischen Landschaft Lappland. Sie umfasst den extrem dünn besiedelten Nordwesten Lapplands. Zur Verwaltungsgemeinschaft gehören vier Gemeinden, die zusammen eine Einwohnerzahl von rund 14.000 haben. Bei einer Gesamtfläche von 21.310,3 km² ergibt dies eine Bevölkerungsdichte von gerade einmal 0,7 Einwohnern pro Quadratkilometer.
Oft wird auch von Fjell-Lappland als einer Großlandschaft Lapplands gesprochen. Diese ist nicht deckungsgleich mit der offiziellen Verwaltungsgemeinschaft, sondern bezeichnet den nördlichsten Teil Finnisch-Lapplands, in dem die Fjell-Vegetation vorherrscht.

## Gemeinden
| Wappen | Name      | Einwohner (2009) |
| ------ | --------- | ---------------- |
|        | Enontekiö | 1883             |
|        | Kittilä   | 6112             |
|        | Kolari    | 3859             |
|        | Muonio    | 2384             |